# 大阪都市景観建築賞
大阪都市景観建築賞（おおさかとしけいかんけんちくしょう）は、大阪府内の建築作品及び建築物を中心とした町並みから毎年優れたものを選出して授与される賞。愛称は大阪まちなみ賞。1981年（昭和56年）度から実施されている。
府・市などで構成される大阪都市景観建築賞運営委員会が選出する。大阪府知事賞、大阪市長賞、審査員特別賞、緑化賞、奨励賞、建築サイン・アート賞の6賞がある。

## 概要
- 1981年（昭和56年）：第1回大阪都市景観建築賞を選出。
- 2003年（平成15年）：大阪施設緑化賞（みどりの景観賞）を統合。
- 2015年（平成27年）：第35回大阪都市景観建築賞より「建築サイン・アート賞」を新設。

## 歴代受賞作品
- 1981（昭和56）年度：第1回大阪都市景観建築賞
- 1982（昭和57）年度：第2回大阪都市景観建築賞
- 1983（昭和58）年度：第3回大阪都市景観建築賞
- 1984（昭和59）年度：第4回大阪都市景観建築賞
- 1985（昭和60）年度：第5回大阪都市景観建築賞
- 1986（昭和61）年度：第6回大阪都市景観建築賞
- 1987（昭和62）年度：第7回大阪都市景観建築賞
- 1988（昭和63）年度：第8回大阪都市景観建築賞
- 1989（平成元）年度：第9回大阪都市景観建築賞
- 1990（平成2）年度：第10回大阪都市景観建築賞
- 1991（平成3）年度：第11回大阪都市景観建築賞
- 1992（平成4）年度：第12回大阪都市景観建築賞
- 1993（平成5）年度：第13回大阪都市景観建築賞
- 1994（平成6）年度：第14回大阪都市景観建築賞
- 1995（平成7）年度：第15回大阪都市景観建築賞
- 1996（平成8）年度：第16回大阪都市景観建築賞
- 1997（平成9）年度：第17回大阪都市景観建築賞
- 1998（平成10）年度：第18回大阪都市景観建築賞
- 1999（平成11）年度：第19回大阪都市景観建築賞
- 2000（平成12）年度：第20回大阪都市景観建築賞
- 2001（平成13）年度：第21回大阪都市景観建築賞
- 2002（平成14）年度：第22回大阪都市景観建築賞
- 2003（平成15）年度：第23回大阪都市景観建築賞
- 2004（平成16）年度：第24回大阪都市景観建築賞
- 2005（平成17）年度：第25回大阪都市景観建築賞
- 2006（平成18）年度：第26回大阪都市景観建築賞
- 2007（平成19）年度：第27回大阪都市景観建築賞
- 2008（平成20）年度：第28回大阪都市景観建築賞
- 2009（平成21）年度：第29回大阪都市景観建築賞
- 2010（平成22）年度：第30回大阪都市景観建築賞
- 2011（平成23）年度：第31回大阪都市景観建築賞
- 2012（平成24）年度：第32回大阪都市景観建築賞
- 2013（平成25）年度：第33回大阪都市景観建築賞
- 2014（平成26）年度：第34回大阪都市景観建築賞
- 2015（平成27）年度：第35回大阪都市景観建築賞
- 2016（平成28）年度：第36回大阪都市景観建築賞
- 2017（平成29）年度：第37回大阪都市景観建築賞
- 2018（平成30）年度：第38回大阪都市景観建築賞
- 2019（令和元）年度：第39回大阪都市景観建築賞

## 関連団体

### 主催
- 大阪府
- 大阪市
- （公社）大阪府建築士会
- （一社）大阪府建築士事務所協会
- （公社）日本建築家協会近畿支部大阪地域会
- （一社）日本建築協会